# Time Out (tidning)
Time Out är en tidskrift utgiven av Time Out Group. Time Out startade som en publikation i London 1968 och har sedan dess expanderat till 333 städer i 59 länder.
2012 blev den London-baserade utgåvan en gratispublikation, med en veckoläsarskara på över 307 000.